# Geografia da Região Sudeste do Brasil

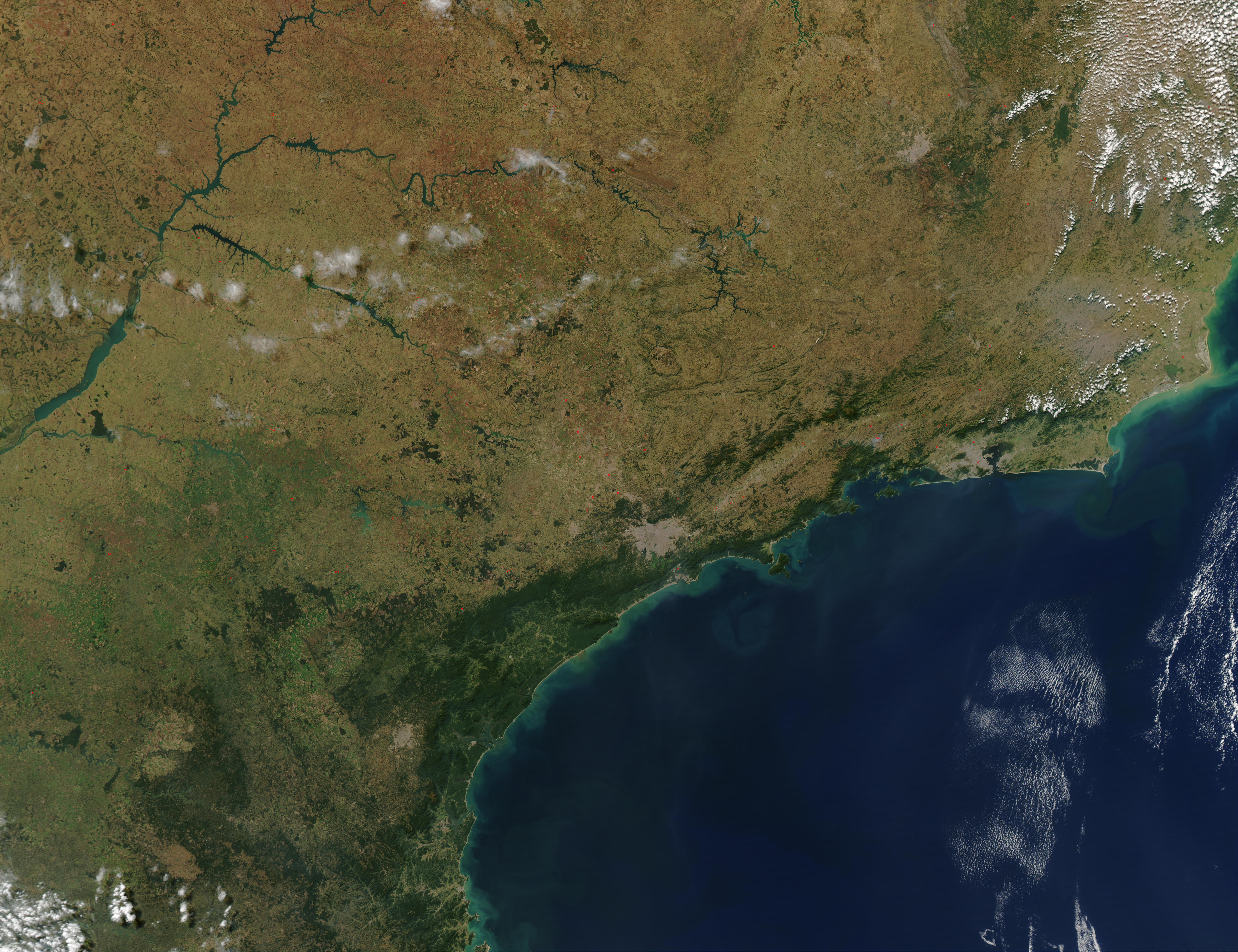
Imagem de satélite mostrando todo o território paulista e fluminense e parte dos estados de Minas Gerais, Espírito Santo, Paraná, Santa Catarina e Mato Grosso do Sul.

 A  Geografia da Região Sudeste do Brasil é um domínio de estudos e conhecimentos sobre as características geográficas do território leste para o oeste. No relevo da região Sudeste destacam-se: o Planalto Atlântico; o Planalto Meridional; e a Planície Costeira. A maior parte do relevo é formada por planaltos. Entre os dois planaltos aparece uma região de terras mais baixas, chamada depressão. O litoral da região Sudeste é recortado de cabos, baías e ilhas. Aparecem também belas praias.
Os rios da bacia do São Francisco e da bacia do Paraná banham essa região. Existem outros rios importantes: Jequitinhonha, Doce, Paraíba do Sul e Ribeira do Iguape Eles desaguam no oceano Atlântico.Os rios da região Sudeste são aproveitados paétrica de Três Marias, no rio São Francisco; e a Usina Hidrelétrica de Furnas, no rio Grande.
O clima predominante nessa região é o tropical de altitude. No norte de Minas Gerais o clima é semiárido. Notadamente, o norte mineiro é a região mais pobre do estado e da região. 
A vegetação da região Sudeste é variada. Atualmente essa vegetação já foi bastante destruída, restando apenas alguns trechos da Mata Atlântica, que tem sido preservada. O cerrado, a caatinga, os campos e a vegetação litorânea são encontrados nessa região.

## Descrição geral
A região Sudeste é caracterizada fisicamente pela existência de montanhas antigas e arredondadas pela erosão, os chamados mares de morros, notados nos 4 estados. No pico destas montanhas, existem cortes inclinados mais altos, que geram formações como a Serra da Mantiqueira, a Serra do Mar e a Serra do Espinhaço. O Sudeste possui a maior média de altitude do Brasil, tendo como ponto mais alto o Pico da Bandeira, 3° maior do Brasil com 2.892 metros, sendo localizado entre Minas Gerais e o Espírito Santo.
O clima dessa região é bastante diversificado no que diz respeito à temperatura, em função de três fatores principais: a posição latitudinal, a topografia acidentada e a influência dos sistemas de circulação perturbada. Corresponde a uma faixa de transição entre climas quentes das baixas latitudes e os climas mesotérmicos das latitudes médias, mas suas características mais fortes são de clima tropical. O norte de Minas Gerais possui clima semiárido e faz parte do Polígono das Secas. Nas áreas mais elevadas do planalto atlântico, ocorre o clima tropical de altitude, que tem temperaturas mais baixas que as demais áreas.
A vegetação predominante é a Mata Atlântica, mas novamente há exceções como a Mata de Araucária no sul de São Paulo e nas regiões serranas, e a Caatinga no norte de Minas Gerais. O norte de Minas Gerais possui características do Nordeste, fazendo parte da bacia do Rio São Francisco e era território do estado de Pernambuco até o início do século XIX. O interior de São Paulo, notadamente a região entre os rios Tietê e o Paranapanema (região de Bauru, Marília, Itapeva, Presidente Prudente) é região de transição entre o Sudeste e o Sul, possuindo características destas duas regiões. Hoje em dia restam pequenos trechos da Mata Atlântica porque a maioria da mata foi substituída por áreas urbanas, pastagens e plantações. No litoral, nas partes mais alagadas encontramos os manguezais.
A região apresenta vários rios importantes, como o Rio Tietê, Rio Paraíba do Sul, Rio Paraná, Rio Piracicaba, Rio Doce. A região também apresenta a nascente do rio São Francisco, na serra da Canastra em Minas Gerais. Os rios da região são utilizados para navegação, mas principalmente para a produção de energia elétrica através de usinas hidrelétricas. Nessa região está localizada Furnas.

## Relevos

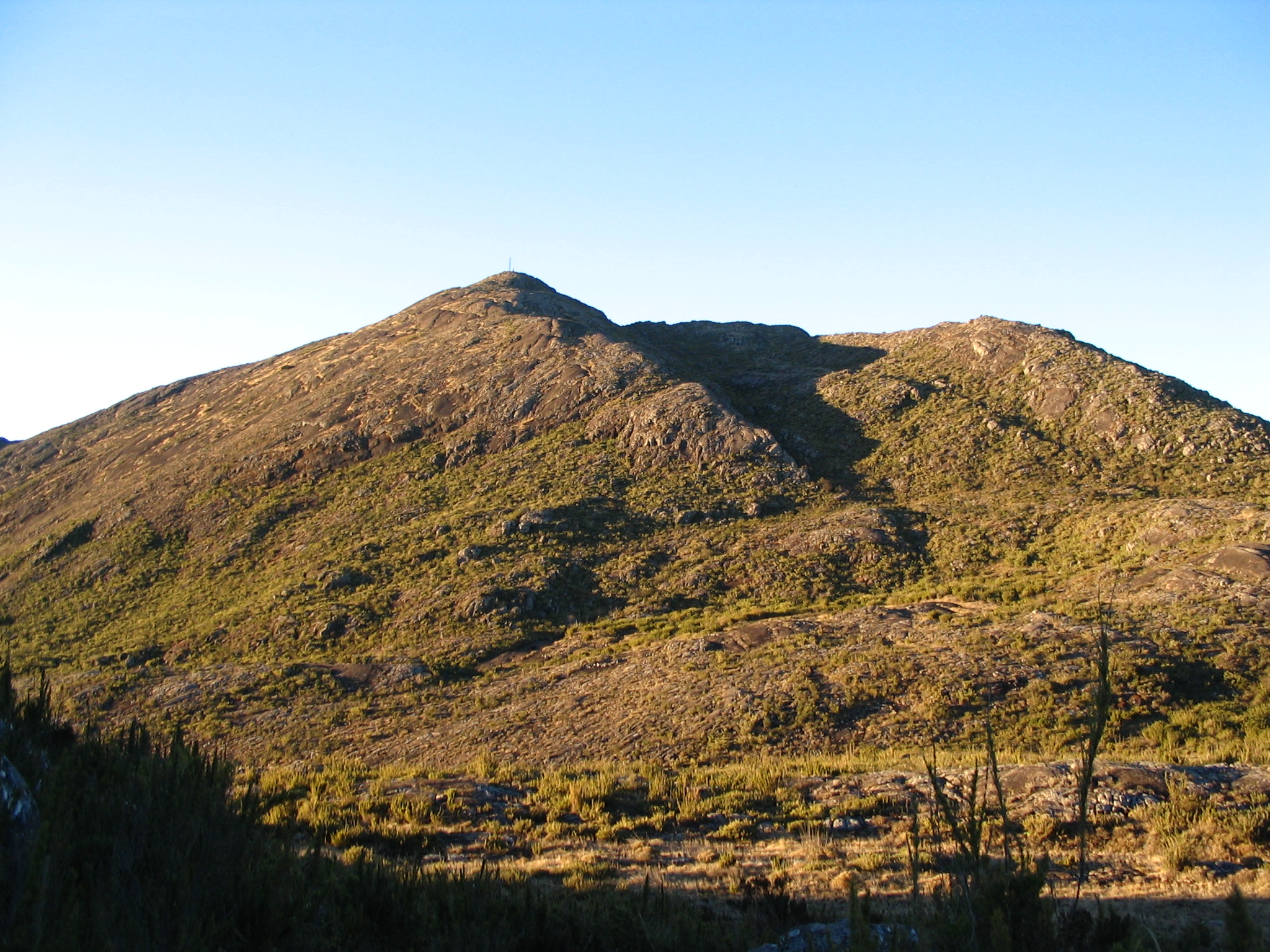
O Pico da Bandeira, localizado entre os estados do Espírito Santo e de Minas Gerais, o ponto mais elevado do Sudeste.

Podemos identificar cinco grandes divisões no relevo do Sudeste:
- Planícies e terras baixas costeiras: Apresentam larguras variáveis, ora aparecendo na forma de grandes baixadas, ora estreitando-se e favorecendo a formação de costas altas, onde a serra do Mar entra diretamente em contato direto com o oceano Atlântico. São comuns, ao longo da planície, muitas praias e algumas restingas, que formam lagoas costeiras e grandes baías.

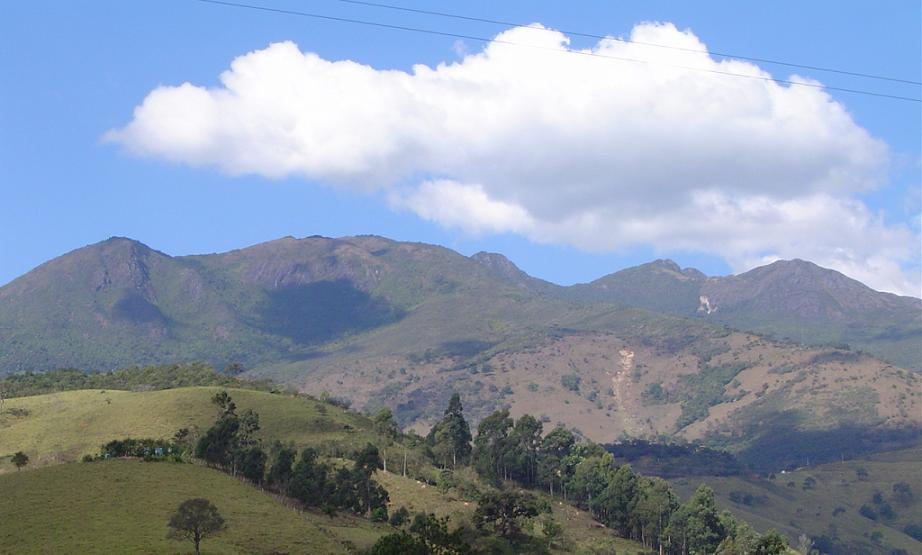
Parte da Serra da Mantiqueira em Passa-Quatro, Minas Gerais.

- Serras e planaltos do Leste e do Sudeste: Conhecidas como planalto Atlântico ou planalto Oriental, é a parte mais acidentada do planalto Brasileiro, caracterizando-se, na região Sudeste, pelo grande número de "serras" (escarpas de planalto) cristalinas. Aparece como verdadeira muralha constituída por rochas cristalinas muito antigas ou como um verdadeiro "mar de morros" em áreas mais erodidas. A escarpa desse planalto voltada para o Atlântico constitui a serra do Mar, que no sul recebe o nome de serra de Paranapiacaba. Logo adiante, no oeste, encontramos o vale do rio Paraíba do Sul, que separa a serra do Mar da serra da Mantiqueira. Mais para o norte, as elevações afastam-se do litoral, dando origem à serra do Espinhaço.
 Ao norte de São Paulo e a oeste de Minas Gerais, encontra-se a serra da Canastra. Serra dos Órgãos em Teresópolis, Rio de Janeiro.

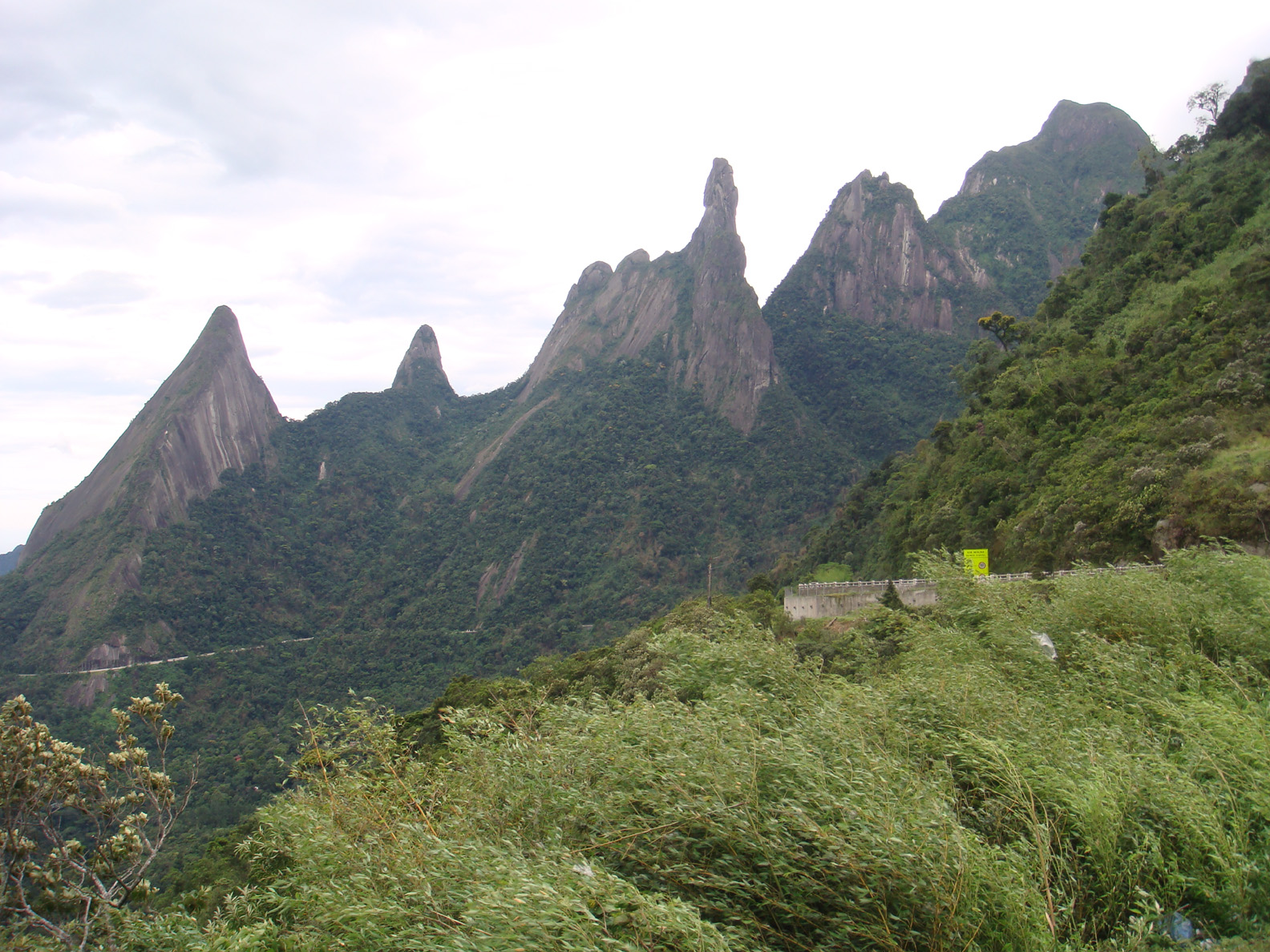
Serra dos Órgãos em Teresópolis, Rio de Janeiro.

 A noroeste da região, atrás da serra do Espinhaço, encontram-se as chapadas sedimentares, já na transição para a região Centro-Oeste, destacando-se o Espigão Mestre, vasta extensão aplainada constituída por rochas antigas e intensamente trabalhadas pela erosão. Entre ele e a serra do Espinhaço encontra-se a Depressão Sanfranciscana, área de terras baixas cortada por um grande rio, o São Francisco.
- Planalto Meridional: De estrutura sedimentar, ocupa todo o centro-oeste de São Paulo e o oeste de Minas Gerais. É formado por dois blocos: o planalto arenito-basáltico e a Depressão Periférica.
- Planalto arenito-basáltico: Apresenta alternância de rochas pouco resistentes, como o arenito (sedimentar), e outras muito duras, como o basalto (vulcânica), o que favorece o aparecimento das chamadas cuestas, acidentes do relevo que se mostram íngremes e abruptos em uma vertente e na direção oposta descem em suave declive. Essas cuestas são conhecidas popularmente pelo nome de serras, como por exemplo, a serra de Botucatu.
- Depressão Periférica: Zona de contato baixa e plana, que se assemelha a uma canoa, entre as serras e planaltos do Leste e Sudeste (de estrutura cristalina) e o planalto arenito-basáltico (de estrutura sedimentar).

## Clima

Mapa climático da Região Sudeste segundo Köppen-Geiger.

A região Sudeste apresenta os climas tropical, tropical de altitude, subtropical e litorâneo úmido.
O clima tropical predomina nas baixadas litorâneas de Espírito Santo e Rio de Janeiro, norte de Minas Gerais e oeste paulista. Apresenta temperaturas elevadas (média anual de 22°C) e duas estações definidas: uma chuvosa, que corresponde ao verão, e outra seca, que corresponde ao inverno. O clima tropical de altitude, que ocorre nos trechos mais elevados do relevo, caracteriza-se por temperaturas mais amenas (média anual de 18°C).
O clima subtropical, que aparece no sul do estado de São Paulo, é marcado por chuvas bem distribuídas durante o ano (temperaturas médias anuais em torno de 16°C a 17°C) e por uma grande amplitude térmica. Temos ainda, no norte de Minas Gerais, o clima semiárido, mais quente e menos úmido, apresentando estação seca anual de 5 meses ou até mais nos vales dos rios São Francisco e Jequitinhonha.

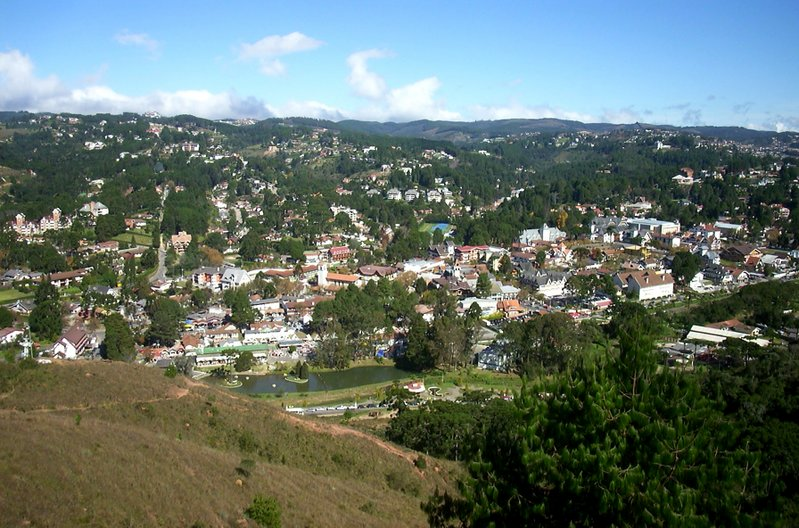
Campos do Jordão, o município mais alto do Brasil e, consequentemente, um dos mais frios.

No Sudeste, como em qualquer região, as temperaturas sofrem a determinante influência da posição geográfica, ou seja, da latitude, do relevo e da altitude e também da maritimidade. Desta forma, as regiões do Vale do Jequitinhonha e do Vale do Rio Doce ambas no norte de Minas Gerais e norte do Espírito Santo, localizadas em áreas de baixas latitudes e altitudes modestas, têm clima mais quente. Já a serra do Mar apresenta a maior umidade da região, pois barra a passagem dos ventos vindos do Atlântico, carregados de umidade, chovendo apenas nas vertentes orientais. A costa também é naturalmente mais úmida, por influência da maritimidade.
As menores temperaturas da região são registradas nos picos da serra da Mantiqueira, localizados entre MG/SP, MG/RJ e MG/ES, que tem altitudes próximas de 3000m e consequentemente estão sujeitos a nevadas .Estão encontradas também o tropical semiárido em pequenas partes do norte de Minas Gerais e tropical semiúmido no norte de São Paulo, grande parte de Minas Gerais e uma pequena parte do Espírito Santo.

## Vegetação

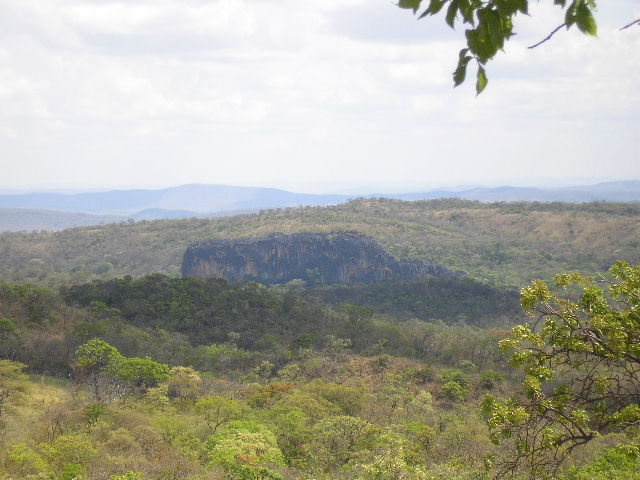
Vegetação característica do cerrado na região noroeste de Minas Gerais.

A variedade de tipos de clima permite deduzir que primitivamente existiu uma variedade de tipos de vegetação, hoje em grande parte devastada, devido à expansão agrícola.
A floresta tropical constitui a formação dominante, mas seu aspecto varia muito. Ela é rica e exuberante nas encostas voltadas para o oceano — Mata Atlântica —, onde a umidade é maior, favorecendo o aparecimento de árvores mais altas, muitos cipós, epífitas e inúmeras palmáceas; encontra-se quase totalmente devastada, exceto nas encostas mais íngremes. No interior do continente, essa floresta apresenta menos densa, pois ocorre em áreas de clima mais seco; aparece somente em manchas, pois já está quase inteiramente devastada.
Em algumas áreas do interior há a ocorrência de matas galerias ou ciliares, que se desenvolvem ao longo das margens dos rios,em locais  mais úmidos. Nas áreas tipicamente tropicais do Sudeste, onde predominam solos impermeáveis, ganha destaque a formação conhecida como cerrado, constituída de pequenas árvores, arbustos de galhos retorcidos e vegetação rasteira. A região apresenta pequenos trechos cobertos de caatinga no norte de Minas Gerais. As áreas mais altas das serras e planaltos do Leste e Sudeste, ao sul, de clima mais suave, são ocupadas por uma ou outra espécie do que foi um dia a floresta subtropical ou Mata de Araucárias. Em extensões também reduzidas do planalto aparecem trechos de formações campestres: os campos limpos, ao sul do estado de São Paulo, e os campos serranos, ao sul de Minas Gerais. Ao longo do litoral, faz-se presente a vegetação típica das praias, conhecida por vegetação litorânea.

## Hidrografia

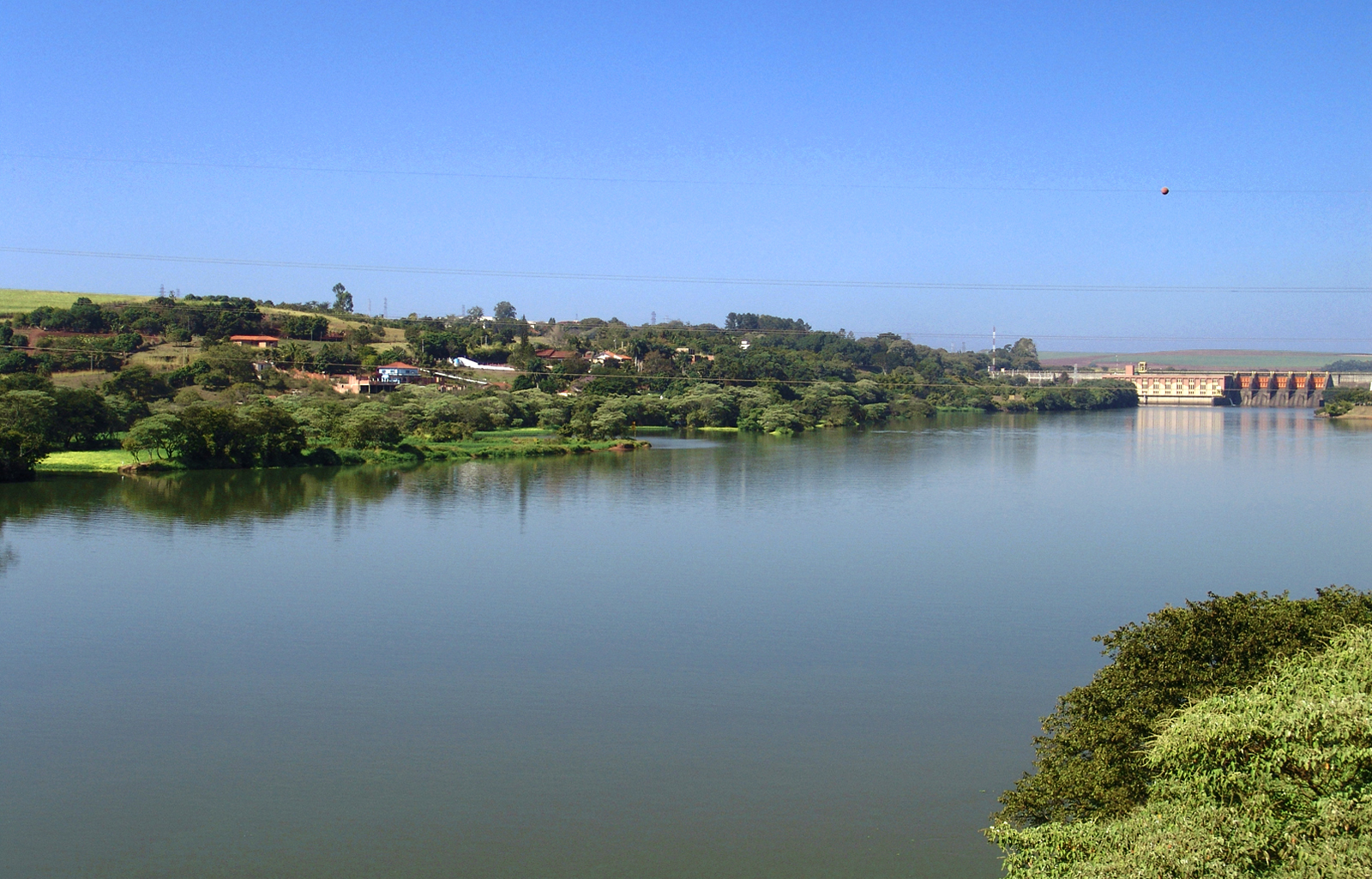
Rio Tietê na altura de Barra Bonita/Igaraçu do Tietê ao fundo UHE de Barra Bonita (Médio Tietê).

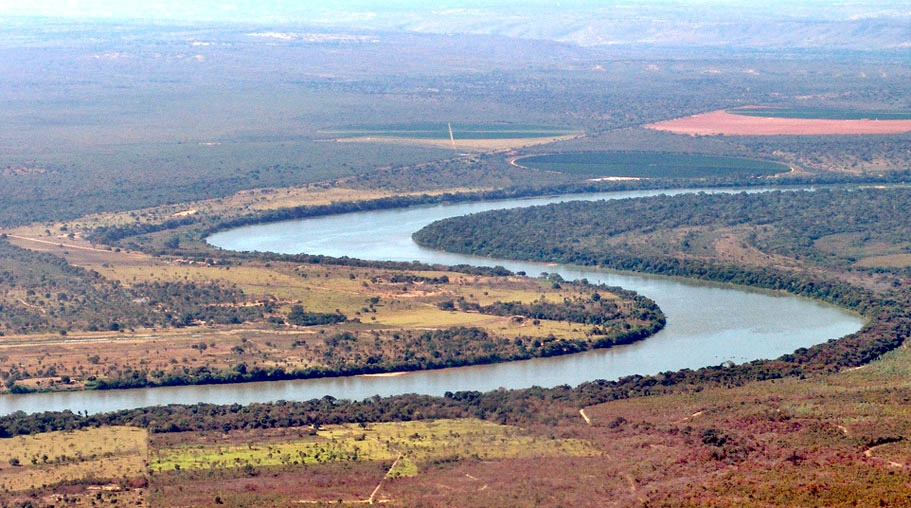
Trecho do rio São Francisco entre os municípios de Ponto Chique e Pirapora, em Minas Gerais.

Devido à suas características de relevo, predominam na região os rios de planalto, naturalmente encachoeirados. Entre as várias bacias hidrográficas, merecem destaque:
- Bacia do Paraná — O rio principal é formado pela junção dos rios Paranaíba e Grande. Nessa bacia se localizam algumas das maiores hidrelétricas do país, tanto no rio Paraná (Urubupungá e Itaipu) como nos rios Paranaíba (Cachoeira Dourada e São Simão) e Grande (Furnas e Volta Grande).
- Bacia do São Francisco — O principal rio nasce em Minas Gerais, na serra da Canastra, atravessa a Bahia e alcança Pernambuco, Alagoas e Sergipe, no Nordeste. Recebendo alguns grandes afluentes e outros menores, que chegam inclusive a secar (rios temporários), o São Francisco tem alta importância regional, por oferecer transporte, alimentação, energia elétrica e irrigação(essa bacia é a mais importante por proporcionar transporte, energia hidrelétrica, alimentação e irrigação).
 No seu alto curso, que vai da nascente a Pirapora (Minas Gerais), o São Francisco é acidentado e não-navegável, oferecendo, por outro lado, alto potencial hidrelétrico. A Usina Hidrelétrica de Três Marias foi aí construída a fim de regularizar o curso do rio, fornecer energia elétrica e ampliar seu trecho navegável, através de comportas que fazem subir o nível das águas. Já no médio curso, que estende de Pirapora e Juazeiro (estado da Bahia), o rio é inteiramente navegável. O baixo curso do São Francisco localiza-se inteiramente na região Nordeste.
- Bacias do Leste — São um conjunto de bacias secundárias de diversos rios que descem das serras litorâneas para o Atlântico, merecendo destaque as bacias dos rios Pardo, Rio Doce e Jequitinhonha, em Minas Gerais, e Paraíba do Sul, em São Paulo e Rio de Janeiro.
- Bacias do Sudeste-Sul — A região Sudeste é drenada também por estas bacias, destacando-se a do rio Ribeira do Iguape, no estado de São Paulo.